# Krameria cistoidea
Krameria cistoidea är en tvåhjärtbladig växtart som beskrevs av Hook. & Arn.. Krameria cistoidea ingår i släktet Krameria och familjen Krameriaceae. Inga underarter finns listade i Catalogue of Life.